# Markthalle (Juvisy-sur-Orge)
Koordinaten: 48° 41′ 25,7″ N, 2° 22′ 36,1″ O

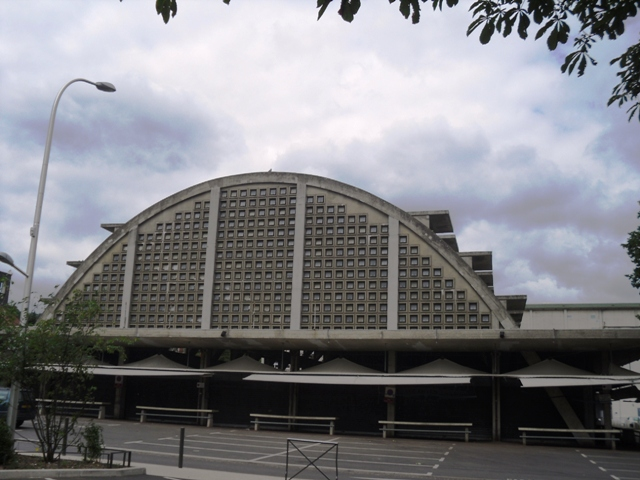
Markthalle in Juvisy-sur-Orge

Die Markthalle in Juvisy-sur-Orge, einer französischen Gemeinde im Département Essonne in der Region Île-de-France, wurde 1957 errichtet. 
Die Markthalle an der Place du Maréchal Leclerc wurde nach Plänen der Architekten André Aubert und Paul Ohnenwald erbaut. Sie ersetzte den bei den alliierten Bombardements im April 1944 zerstörten Vorgängerbau. 
Das Gebäude besteht aus einer gewölbten Betonkonstruktion mit vielen rechteckigen kleinen Fenstern an den Stirnseiten und weiteren Fensterreihen im Dach. 